# Sedalia (Missouri)
Pour les articles homonymes, voir Sedalia (Alberta).
La ville de Sedalia est le siège du comté de Pettis, dans l’État du Missouri aux États-Unis. Sa population s’élevait à 21 387 habitants lors du recensement de 2010.

## Histoire
La localité s’est d’abord appelée Sedville avant d’être officialisée, en 1860, sous son nom actuel.
Des peuples autochtones vivaient le long du Missouri depuis un millénaire avant les premiers contacts avec les Européens. On pense que toute la région autour de Sedalia fut d'abord occupée par la nation Osage, faisant partie des Amérindiens. Quand les terres furent occupées par les colons d'origine européenne, des Chaouanons qui avaient émigré de l'Est vinrent vivre à proximité de Sedalia.
La zone qui devint la ville de Sedalia fut fondée par le général George Rappeen Smith (1804–1879), qui était venu aussi pour créer Smithton. Il fournit les plans pour l'enregistrement officiel en novembre 1857, et donna à cette zone le nom de Sedville. Le plan original comprenait les terrains qui vont actuellement de la ligne de chemin de fer Missouri Pacific Railroad jusqu'au sud de la « Third Street ». De plus, la version enregistrée conjointement par le général Smith et par David W. Bouldin en octobre 1860, affichant l'étalement de la ville depuis Clay Street vers le nord et jusqu'à Smith Street (aujourd'hui Third Street) au sud, et de Missouri Street à l'ouest jusqu'à Washington Street à l'est. Smith et Bouldin anticipaient la croissance de la ville vers le nord, mais en fait elle grandit vers le sud.
À la suite de la victoire des partisans de la « route des crêtes » pour le tracé de la ligne de chemin de fer sur ceux qui étaient partisans de suivre les rivières, le chemin de fer atteint Sedalia en janvier 1861. La prospérité initiale de la ville de Sedalia fut directement induite par l'industrie du rail. De nombreux emplois était associés à la maintenance des voies et les magasins concernant les nombreuses machines qui parcouraient les lignes « Missouri Pacific Railroad » et « Missouri-Kansas-Texas Railroad ». La « Missouri-Kansas & Texas Railroad » fut largement connue comme la « KATY », des initiales « K-T » de son code d'échange.
Sedalia devint une zone militaire très tôt lors de la guerre de Sécession et le resta jusqu'à la fin de 1865. Pour cette raison, elle fut le théâtre d'opérations pour les fournitures militaires et un objectif à capturer pour les « hommes en gris » (« the boys in gray »). Les raids des Confédérés dans le comté de Pettis et les actions offensives et défensives des troupes de Union furent nombreuses. Les progrès de la ville furent retardés durant ce temps.
Pendant la guerre de Sécession et malgré la présence des soldats de l'Union, qui gardaient le chemin de fer, Sedalia fut prise par les forces confédérées du major général Sterling Price. Quelque 1 500 cavaliers de la brigade de fer de Joseph O. Shelby associés au raid de Price encerclèrent Sedalia, dominant les forces militaires de l'Union sous le commandement du colonel John D. Crawford et du lieutenant-colonel John Parker, et commencèrent à piller et saccager la ville le 15 octobre 1864.
Dès que le général des Confédérés M. Jeff Thompson arriva à Sedalia, il donna l'ordre à ses hommes d'arrêter les destructions et de partir, laissant Sedalia à nouveau aux mains de l’Union.
Alors que la guerre de Sécession retardait la construction des bâtiments de la ville, cela signifiait aussi que Sedalia resta le terminus du chemin de fer pendant trois ans. Une fois la guerre terminée, un grand nombre des milliers de soldats de l’Union qui avaient été stationnés de façon plus ou moins permanente à Sedalia firent le choix de revenir. La population grossit alors rapidement.
Avec l'arrivée de la connexion entre les deux voies de chemins de fer la reliant à d'autres localités, la ville de Sedalia se développa rapidement dès la paix revenue. De 1866 à 1874, elle fut un terminus pour le transport du bétail et les parcs à bestiaux occupaient alors de large surfaces. À la même époque, la ville mit en place des écoles séparées réalisant la ségrégation entre les enfants blancs et noirs avec des églises et d'autres bâtiments publics, eux aussi séparés.
Sedalia fut un terminus important pour le transport massif du bétail (en) et la maintenance des parcs à bestiaux pour recevoir les bêtes conduites et vendues pendant tout le XIXe siècle.
« Les abattoirs de Chicago étaient prêts à payer un prix important pour les bœufs Texas Longhornvenant du du Texas jusqu'à plus de 3 à 4 dollars pièce venant du Llano Estacado alors qu'à Chicago la viande de bœuf valait dix fois cette somme. Cela coûtait environ un dollar par tête pour la conduite d'un troupeau vers le nord avec le chemin de fer et ainsi avec cette  simple économie les longs parcours des troupeaux à la « bonanza » purent débuter. Durant le printemps et l'été de 1866, quelque 260 000 têtes de bétail suivirent les chemins vers Sedalia, le terminus de la Missouri Pacific Railroad. (McComb, 1989, p. 84). »

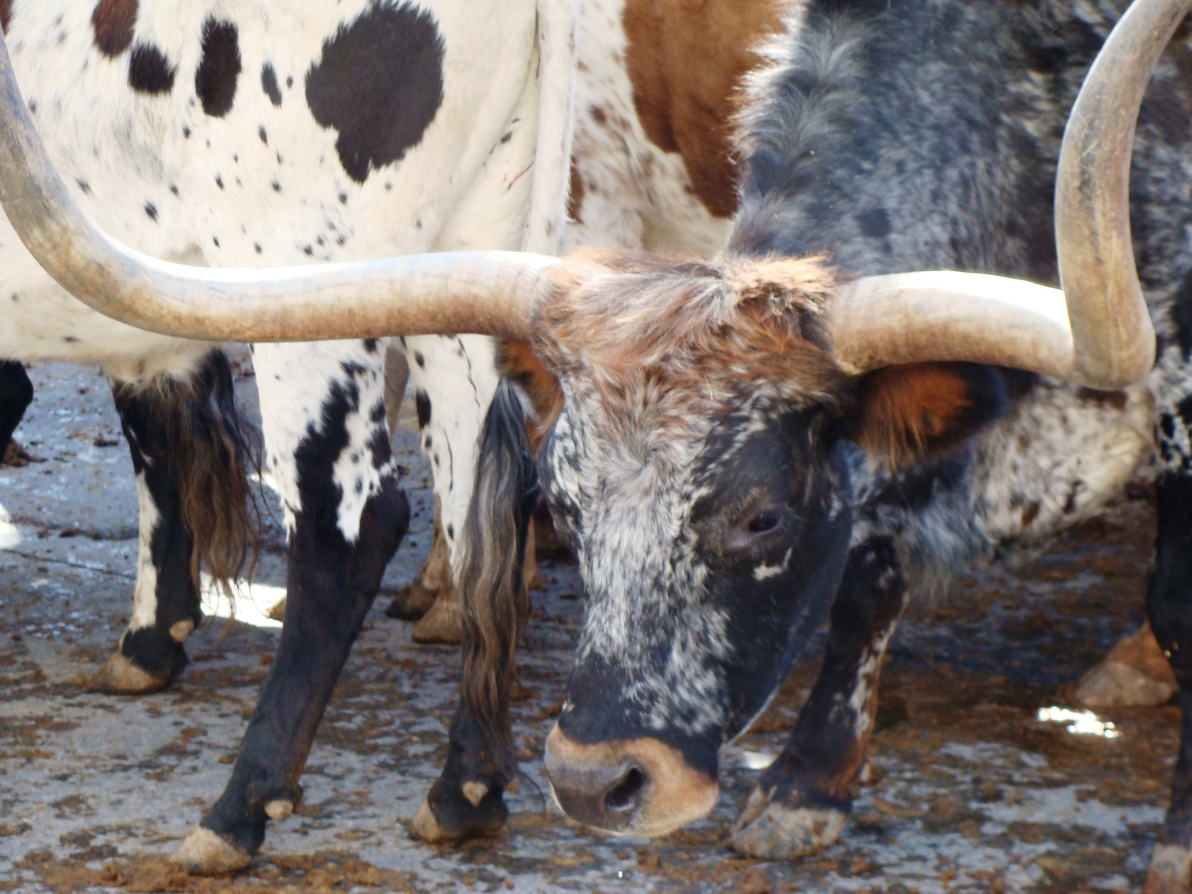
Un bœuf de race Texas Longhorn

Au XIXe siècle, Sedalia était réputée pour la prostitution, qui accompagnait l'existence d'une population mobile formée par les travailleurs des chemins de fer et des voyageurs de commerce. En 1877, le journal St. Louis Post-Dispatch appelait Sedalia la « Sodome et Gomorrhe du XIXe siècle ». Des hommes d'affaires faisaient beaucoup d'argent avec la prostitution illégale en tant que propriétaires ou tenanciers, alors d'autres faisaient des affaires avec les ouvriers de l'industrie, et les banques avec les hommes de lois installés dans la ville. Rechignant à augmenter les taxes, les résidents permirent à l'argent de circuler largement dans la ville et fournirent des moyens pour augmenter les amendes contre les prostituées. En 1870, les maisons closes étaient largement distribuées à travers la ville mais en 1890, elles étaient plus concentrés près des zones actives dans l'ouest de la rue principale, alors que les classes moyennes essayaient d'isoler les éléments les moins désirables.

## Population
Alors que la ville attirait de nombreux commerçants et les travailleurs des chemins de fer, sa population de couples mariés augmenta aussi rapidement. Vers 1900, la population atteignait 15 000 habitants, Sedalia était la cinquième plus grande ville de l'État. Une classe moyenne entrepreneuriale se créa et une séparation entre les zones résidentielles et celles occupées par la classe ouvrière et les Afro-Américains.

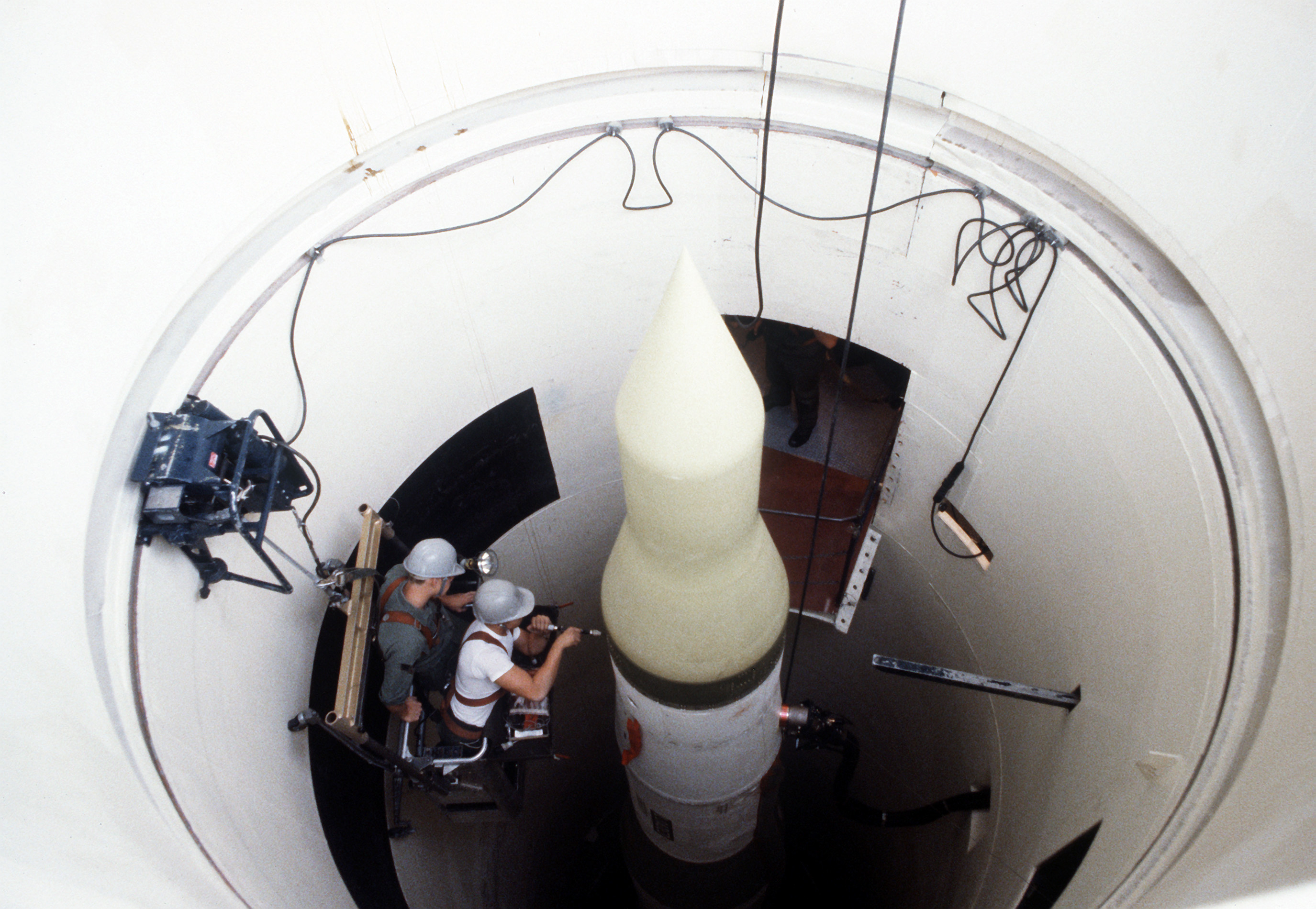
Minuteman III dans son silo en 1980.

Pendant presque un siècle, l'économie de Sedalia fut soutenue par le chemin de fer. À la fin du XIXe siècle, la MK&T possédait un grand nombre de bâtiments et employait une grande variété de travailleurs dans la ville : les commerces de la MK&T, les parcs à bestiaux, les parcs d'engraissement, rotonde et l'hôpital pour les employés font partie des propriétés de MK&T à Sedalia.
Aujourd'hui la « Katy Trail » est le surnom des 225 miles de chemin suivant le tracé de la voie de chemin de fer à travers tout le Missouri. Il est utilisé par les cyclistes, les randonneurs et les cavaliers. Ceci s'est développé largement dans la nation au cours du XXe siècle à travers les projets fédéraux « Rails to Trails (en) ».
Durant la Seconde Guerre mondiale, l'armée construisit à Sedalia la base Glider dans le comté de Johnson, situé à l'ouest. Après la guerre, celle-ci passa sous l'autorité du Strategic Air Command et fut reconvertie comme base de stockage de bombes, la « Whiteman Air Force Base », nommée ainsi en l'honneur du premier aviateur natif de Sedalia tué en 1941 lors de l'attaque japonaise sur Pearl Harbor. Après un important programme de construction, la base devint le centre de stationnement de 150 silos pour missiles ICBM et un centre administratif. Elle fut déclassée en 1990.

## Toponymie
Jusqu'à ce que la ville soit incorporée en 1860 sous le nom de Sedalia, elle n'a existé initialement que sur le papier, c'est-à-dire de novembre 1857 à octobre 1860. Selon une légende locale, le conseil municipal changea le nom de Sedville en Sedalia en partie à cause de la terminaison en « ville » ne correspondant à rien d'américain (Lawrence Ditton, Sr.). Selon une autre version, « En 1856, le général Smith acheta des terres sur lesquelles s'élève actuellement Sedalia pour y fonder la ville. Il la nomma d'après le nom de sa fille Sarah, appelée familièrement « Sed ». Smith remarqua qu'il avait donné précédemment à un bateau à fond plat le nom de sa fille ainée Martha. Il avait choisi initialement le nom de Sedville mais le changea en Sedalia », suivant la suggestion d'un ami, Josiah Dent, de Saint-Louis. Dent suggérant le changement pour l'harmonie du terme.

## Transports
Sedalia est desservie par le Sedalia Regional Airport (IATA : DMO, ICAO : KDMO, FAA LID : DMO).

## Personnalités liées à la ville

### Musique
- Scott Joplin a vécu à Sedalia.

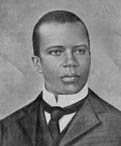
Scott Joplin

- Bill Booth, musicien, membre fondateur du Airmen of Note (en), premier trombone dans l'orchestre de la compagnie de l'Opéra de Los Angeles ,dans le « Orchestre du Hollywood Bowl », ainsi que dans le « Pasadena Symphony (en) », professeur associé (Trombone) à l'UCLA[13].
- George Thomas Ireland (1866–1963), clarinettiste de ragtime, journaliste à Sedalia pour au moins 50 années[14]
- Arthur Marshall (1881–1968), compositeur et joueur de ragtime
- Etilmon Stark (1868–1962), compositeur de ragtime et arrangeur
- John Stillwell Stark (en) (1841–1927) vendeur de pianos et éditeur de musique ragtime, promoteur de Scott Joplin

### Cinéma
- L’actrice Dorothy Dwan est née à Sedalia en 1906.
- Lucille McVey (1890–1925), actrice et écrivain de scripte de films muets de Hollywood, mariée à Sidney Drew en 1914. Souvent créditée sous son nom marital Sidney et tante de John, Lionel et Ethel Barrymore[15].
- Jack Oakie (1903–1978), né Lewis Delaney Offield, acteur de cinéma et présentateur de radio et de télévision[15].

### Art pictural
- LeRoy Daniel MacMorris (1893–1981), peintre de portraits, muraliste, illustrateur, décorateur et designer[16].
- Russell M. Glenn (1951- ), artiste renommé comme designer.

### Théâtre
- Will Franken (en) (1973-), comédien

### Littérature
- Joel Townsley Rogers (1896–1984), écrivain de contes et de nouvelles mystérieuses.
- June Rae Wood (en) (1946-), auteur d'écrits pour enfants et adultes[17].

### Photographie
- Wilson L. Hicks (1897–1970), photographe ; éditeur d'images de « Kansas City Star » ; éditeur photographique de Life Magazine (1937–1950); professeur de photo-journalisme à l'université de Miami (1955–70)[18].

### Industrie
- T. B. Anderson, fondateur de la « Sedalia Telephone Company » en 1880[19]
- Allen Percival Green (1875–1956), ingénieur, fondateur de « A. P. Green Fire Brick Company », et philanthrope (donateur de « A. P. Green Chapel » à l'université du Missouri)[15]
- John W. Hicks, Jr. (1888–1945), président de « Paramount International Films », vice-président de « Paramount Pictures »[20]
- Cyrus N. Johns, président de l'« American Chain and Cable Company » [15]
- E. Virgil Neal (1868–1949), industriel.[2][10]
- Samuel Lee Stedman (1916–1961), MBA Harvard (1937), New York banquier de commerce, Wall Sreet financial analyst [21]]
- William E. Franklin, président, Weyerhaeuser Far East. Président de l'« American Chamber of Commerce » au Japon, président de l'« International Timber Company of Indonesia », président de la « Kenneday Bay Timber Company » (Malaisie)

## La tornade de 2011
Le 25 mai 2011, vers 12 h 30, une tornade a frappé le sud de la ville. Des dommages significatifs eurent lieu sur la zone résidentielle, en particulier deux parcs de résidences mobiles, avec des dommages importants qui touchèrent aussi plusieurs bâtiments de travail. Cette tornade faisait partie d'une des tornades saisonnières les plus dévastatrices s'étendant du 25 au 28 avril, sans oublier celle du 22 mai 2011 à Joplin, qui touchèrent l'ensemble des États-Unis et tuèrent 500 personnes à travers tout le pays.